# Elisenda Guiu Pont
Elisenda Guiu Pont (Barcelona, 1974) és una dramaturga, guionista i escriptora catalana.
Va estudiar periodisme i humanitats a la Universitat Pompeu Fabra. En acabar, va instruir-se en dramatúrgia a la Sala Beckett. Va debutar l'any 2014 amb la seva obra Magnetismes al Teatre Gaudí Barcelona, text que després va ser seleccionat per a publicar-se a la col·lecció "Teatro Autor Exprés" de la Fundació Sgae. Abans d'això, va escriure altres obres, però aquesta va ser la primera a ser posada en escena. Posteriorment, el 2016, va ser publicada al Teatre de Ponent de Granollers una altra obra seva, Explica'm un conte. Tant aquesta com la seva obra El Naixement van ser publicades en format llibre per l'editorial Arola Editors. Al mateix any, va entrar al VI Torneig de Dramatúrgia de Temporada Alta amb el text No és un adeu, amb el qual va aconseguir arribar a la semifinal. Ha escrit diversos contes infantils, obres de teatre i guions per a programes de televisió.
En venir d'una família vitivinícola, té una gran connexió en el món del vi, sobre el que ha escrit algun conte. També ha mostrat una passió sobre la fauna marina, sobre la que també ha escrit. Ha declarat que el seu gènere teatral predilecte és la tragicomèdia. Gràcies a la seva relació amb el periodisme, se sent inclinada per representar temes actuals a les seves obres, tal com el referèndum d'independència que es va celebrar a Catalunya el dia 1 d'octubre de 2017 (la seva obra El naixement parla d'aquest tema).

## Obres

### Obres de teatre
- Magnetismes. (Estrenada) Teatre Gaudí, Barcelona, 2014
- Knocking on toilet's door. (Estranada) Minitea3, Barcelona, 2014
- Escúpidos. 2014
- El naixement. (No estrenada) 2015
- Explica'm un conte. (Estrenada) Teatre de Ponent, Granollers, 2016
- No és un adéu. (Estrenada) VI Torneig de Dramatúrgia de Temporada Alta 2016
- Mai no convidis un sommelier a prendre una coca-cola. (No estrenada) 2017
- Tu lo vales. (Estrenada) Teatro La flor de la palma, Teià, 2017
- Avis per força. (No estrenada) 2018
- Indigestió. (Estrenada) Sala Trono, Tarragona, 2019
- Avis per força. (No estrenada) 2018
- El vers. (No estrenada) 2019
- Qüestió de gènere. (Estrenada) La Unió, Teià, 2019
- Contra la violència de gènere. (Estrenada) La Unió, Teià, 2020
- Pedra, paper, tisora. (Estrenada) Teatre de ponent, Granollers, 2020
- Jugar amb foc. (Estrenada) Museu de la vida rural. 2021

### Llibres
- Col·lecció “Les eines parlen”. MIGUEL A. SALVATELLA
- El Raïm inquiet. AROLA EDITORS
- El naixement. AROLA EDITORS
- Explica'm un conte. AROLA EDITORS
- Un superheroi amb poca traça. Cadí
- Marlinets. Ajuntament del Masnou
- Santa Innocència. Edicions de La Magrana
- El petó. La Conca 5.1
- Resiliència. La Conca 5.1
- L'ocasió. La Conca 5.1
- Les plantes d'en Jan. Cal Tino

### Guions de televisió
- “Això no és tot” (TV3, 1996).
- “Un dia a la vida” (TV3, 1997)
- “Bojos pel ball” (TV3, 1998)
- “Les 1000 i una” (TV3, 1997-99)
- “La escalera mecánica” (TVE, 2000)
- “Esta es mi historia” (TVE, 2001)
- “Escena” (Canal 33, 2003)
- “El taller de Donna Lisa” (TVE, 2006-07)
- “Peter and Jack” (Canal Clan, 2014)
- “Los Lunnis ” (TVE, La 2 i Canal Clan, 2004-2014)

### Guions de ràdio
- “Dia a la vista”, a Ràdio 4. Temporades 2000-2001. Conductor: Jordi González.
- “ADN d'estiu”, a RAC 1. Estiu 2001. Conductor: David Valldeperas.
- “La Ventana del verano”. Cadena SER, estiu 2003. Conductor: Toni Marín.

## Premis
- Premi de Guió de ficció radiofònica per l'obra Indigestió (Premis Ciutat de Tarragona 2017).
- Premi L'Esparver jove pel conte “Santa innocència”.